# Santi patroni cattolici dei comuni della Calabria
Lista di santi patroni cattolici dei comuni della Calabria:

## Provincia di Catanzaro
- Catanzaro: San Vitaliano

- Albi: san Nicola da Tolentino
- Amaroni: santa Barbara
- Amato: san Francesco di Paola
- Andali: Beata Vergine del Rosario
- Argusto: sant'Ilario di Poitiers
- Badolato: sant'Andrea Avellino
- Belcastro: san Tommaso d'Aquino
- Borgia: san Giovanni Battista
- Botricello: san Francesco di Paola e Madonna di Pompei
- Caraffa di Catanzaro: santa Domenica
- Cardinale: san Nicola di Bari
- Carlopoli: Beata Vergine del Monte Carmelo
- Cenadi: san Giovanni Battista
- Centrache: Sant'Onofrio, san Rocco e Beata Vergine del Rosario (custodita nella chiesetta della frazione "Sangoria")
- Cerva: Immacolata Concezione
- Chiaravalle Centrale: san Biagio e Madonna della Pietra
- Cicala: San Giacomo Maggiore Apostolo
- Conflenti: Maria SS. della Quercia di Visora, Sant'Andrea e San Nicola
- Cortale: san Giovanni Battista
- Cropani: san Sebastiano
- Curinga: sant'Andrea Apostolo
- Davoli: san Vittore
- Decollatura: Madonna Assunta
- Falerna: san Tommaso d'Aquino
- Feroleto Antico: san Silvestro
- Fossato Serralta: san Francesco di Paola
- Gagliato: San Nicola di Bari
- Gasperina: sant'Innocenzo
- Gimigliano: san Giuseppe
- Girifalco: san Rocco
- Gizzeria: san Giovanni Battista
- Guardavalle: sant'Agazio
- Isca sullo Ionio: san Marziale
- Jacurso: san Sebastiano
- Lamezia Terme: santi Pietro e Paolo
- Magisano: Madonna Assunta, san Pietro
- Maida: san Francesco di Paola
- Marcedusa: sant'Andrea Apostolo
- Marcellinara: san Francesco di Paola
- Martirano: san Sebastiano e Beata Vergine del Rosario
- Martirano Lombardo: Beata Vergine del Monte Carmelo
- Miglierina: santa Lucia
- Montauro: san Pantaleone
- Montepaone: san Felice
- Motta Santa Lucia: santa Lucia
- Nocera Terinese: san Giovanni Battista
- Olivadi: sant'Elia profeta e san Rocco
- Palermiti: san Giusto e Madonna della Luce.
- Pentone: san Nicola di Bari
- Petrizzi: sant'Antonio di Padova
- Petronà: santi Pietro e Paolo
- Pianopoli: san Tommaso d'Aquino
- Platania: san Michele Arcangelo
- San Floro: san Floro
- San Mango d'Aquino: san Tommaso d'Aquino
- San Pietro Apostolo: san Pietro Apostolo
- San Pietro a Maida: san Nicola di Bari
- San Sostene: san Sostene e san Rocco
- San Vito sullo Ionio: san Vito martire
- Sant'Andrea Apostolo dello Ionio: sant'Andrea Apostolo
- Santa Caterina dello Ionio: santa Caterina d'Alessandria
- Satriano: san Teodoro
- Sellia: san Nicola di Bari
- Sellia Marina: san Nicola di Bari
- Serrastretta: san Gaetano di Thiene e Madonna del Soccorso
- Sersale: Beata Vergine del Monte Carmelo
- Settingiano: san Martino
- Simeri Crichi: san Nicola di Bari
- Sorbo San Basile: san Francesco Saverio
- Soverato: Beata Vergine Addolorata
- Soveria Mannelli: san Giovanni Battista
- Soveria Simeri: san Donato vescovo e martire
- Squillace: sant'Agazio
- Stalettì: san Gregorio Taumaturgo; san Rocco
- Taverna: san Sebastiano
- Tiriolo: Madonna della Neve
- Torre di Ruggiero: santa Domenica
- Vallefiorita: san Rocco
- Zagarise: san Pancrazio vescovo

## Provincia di Cosenza
- Cosenza: Madonna del Pilerio

- Acquaformosa: san Giovanni Battista
- Acquappesa: Madonna del Rifugio
- Acri: sant'Angelo d'Acri, San Giuseppe
- Aiello Calabro: san Geniale martire
- Aieta: san Vito martire
- Albidona: san Michele Arcangelo
- Alessandria del Carretto: sant'Alessandro I papa
- Altilia: san Sebastiano
- Altomonte: san Francesco di Paola
- Amantea: sant'Antonio di Padova
- Amendolara: san Vincenzo Ferreri
- Aprigliano: san Rocco
- Belmonte Calabro: San Bonaventura
- Belsito: san Giovanni Battista
- Belvedere Marittimo: san Daniele Fasanella
- Bianchi: san Giacomo Maggiore
- Bisignano: san Francesco di Paola e sant'Umile da Bisignano
- Bocchigliero: san Nicola di Bari
- Bonifati: santa Maria Maddalena
- Buonvicino: san Ciriaco Abate
- Calopezzati: san Francesco di Paola
- Caloveto: san Giovanni Calibita
- Campana: san Domenico di Guzmán
- Canna: Immacolata Concezione
- Cariati: san Leonardo
- Carolei: Beata Vergine del Monte Carmelo
- Carpanzano: Madonna delle Grazie
- Casole Bruzio: santa Marina
- Cassano all'Ionio: SS. Crocifisso, san Biagio
- Sibari: san Giuseppe, Madonna delle Grazie
- Castiglione Cosentino: sant'Antonio di Padova
- Castrolibero: san Raffaele arcangelo
- Castroregio: santa Maria ad Nives
- Castrovillari: Madonna del Castello; san Giuliano di Le Mans; san Francesco di Paola (compatrono)
- Celico: san Michele arcangelo
- Cellara: san Sebastiano
- Cerchiara di Calabria: san Bonifacio di Tarso, Madonna delle Armi
- Cerisano: san Lorenzo martire
- Cervicati: san Nicola di Bari
- Cerzeto: san Nicola di Bari
- Cetraro: san Benedetto abate
- Civita: san Biagio
- Cleto: sant'Antonio di Padova
- Colosimi: Madonna Assunta
- Corigliano Calabro: san Francesco di Paola, san Nilo e Vergine Achiropita
- Cropalati: sant'Antonio abate
- Crosia: san Michele arcangelo
- Diamante: Beata Vergine Immacolata
- Dipignano: san Nicola di Bari
- Domanico: san Giovanni Battista
- Fagnano Castello: san Sebastiano
- Falconara Albanese: Madre del Buon Consiglio, San Michele Arcangelo
- Figline Vegliaturo: san Giovanni Battista
- Firmo: sant'Atanasio
- Fiumefreddo Bruzio: Beata Vergine Immacolata
- Francavilla Marittima: san Gaetano
- Frascineto: Madonna Assunta
- Fuscaldo: san Giacomo Maggiore; san Francesco di Paola
- Grimaldi: santi Pietro e Paolo
- Grisolia: sant'Antonio di Padova
- Guardia Piemontese: sant'Andrea apostolo
- Lago: san Nicola di Bari
- Laino Borgo: Beato Pietro Paolo Navarro
- Laino Castello: san Teodoro
- Lappano: san Giovanni Battista
- Lattarico: san Nicola di Bari
- Longobardi: san Nicola da Longobardi
- Longobucco: san Domenico di Guzmán
- Lungro: san Nicola di Bari
- Luzzi: Beata Vergine Immacolata e san Francesco di Paola
- Maierà: Beata Vergine del Monte Carmelo
- Malito: sant'Elia
- Malvito: san Michele Arcangelo
- Mandatoriccio: san Francesco di Paola
- Mangone: Madonna dell'Arco
- Marano Marchesato: Beata Vergine del Monte Carmelo
- Marano Principato: Maria SS. Annunziata
- Marzi: santa Barbara
- Mendicino: san Nicola di Bari
- Mongrassano: santa Caterina d'Alessandria
- Montalto Uffugo: Madonna della Serra
- Montegiordano: sant'Antonio di Padova
- Morano Calabro: san Bernardino da Siena
- Mormanno: san Rocco, Madonna Assunta
- Mottafollone: sant'Antonio Abate
- Nocara: san Nicola di Bari
- Oriolo: san Giorgio martire
- Orsomarso: san Sebastiano
- Paludi: san Clemente
- Panettieri: san Carlo Borromeo
- Paola: san Francesco di Paola
- Papasidero: Nostra Signora di Costantinopoli, San Rocco (compatrono)
- Parenti: Beata Vergine del Monte Carmelo
- Paterno Calabro: san Francesco di Paola
- Pedace: Beata Vergine Addolorata, detta "la Pecorella"
- Pedivigliano: santi Pietro e Paolo
- Piane Crati: santa Barbara
- Pietrafitta: san Nicola di Bari
- Pietrapaola: san Domenico di Guzmán
- Plataci: san Giovanni Battista
- Praia a Mare: Madonna della Grotta
- Rende: Beata Vergine Immacolata
- Rocca Imperiale: Madonna della Nova
- Roggiano Gravina: san Francesco di Paola
- Rogliano: Beata Vergine Immacolata
- Rose: san Lorenzo
- Roseto Capo Spulico: san Nicola di Bari
- Rossano: san Nilo
- Rota Greca: Madonna Assunta
- Rovito: santa Barbara
- San Basile: san Giovanni Battista e Santa Maria Odigitria
- San Benedetto Ullano: san Benedetto
- San Cosmo Albanese: santi Cosma e Damiano
- San Demetrio Corone: san Demetrio
- San Donato di Ninea: san Donato vescovo
- San Fili: san Francesco di Paola
- Sangineto: Santa Maria della Neve e san Michele Arcangelo
- San Giorgio Albanese: san Giorgio martire
- San Giovanni in Fiore: san Giovanni Battista e san Francesco Saverio
- San Lorenzo Bellizzi: san Lorenzo martire
- San Lorenzo del Vallo: san Lorenzo martire
- San Lucido: san Giovanni Battista
- San Marco Argentano: san Marco evangelista
- San Martino di Finita: san Martino vescovo
- San Nicola Arcella: san Nicola da Tolentino
- San Pietro in Amantea: san Bartolomeo apostolo
- San Pietro in Guarano: san Pietro apostolo
- San Sosti: san Giuseppe
- San Vincenzo La Costa: san Vincenzo martire
- Sant'Agata di Esaro: san Francesco di Paola
- Santa Caterina Albanese: san Pantaleone
- Santa Domenica Talao: san Giuseppe
- Santa Maria del Cedro: san Michele arcangelo
- Santa Sofia d'Epiro: sant'Atanasio
- Santo Stefano di Rogliano: santa Liberata
- Saracena: san Leone
- Scala Coeli: sant'Antonio di Padova
- Scalea: Beata Vergine del Monte Carmelo
- Scigliano: san Giuseppe
- Serra Pedace: san Donato vescovo
- Serra d'Aiello: san Martino vescovo
- Spezzano Albanese: Madonna delle Grazie
- Spezzano Piccolo: Madonna Assunta
- Spezzano della Sila: san Biagio
- Tarsia: san Francesco di Paola
- Terranova da Sibari: san Francesco di Paola
- Terravecchia: Beata Vergine del Monte Carmelo
- Torano Castello: san Biagio
- Tortora: san Biagio
- Trebisacce: san Leonardo
- Trenta: Madonna Assunta
- Vaccarizzo Albanese: Nostra Signora di Costantinopoli
- Verbicaro: Madonna delle Grazie
- Villapiana: Maria SS. del Piano, san Francesco da Paola
- Zumpano: san Giorgio martire

## Provincia di Crotone
- Crotone: san Dionigi e la Madonna di Capocolonna
- Belvedere di Spinello: Madonna della Pietà
- Caccuri: san Rocco
- Carfizzi: santa Veneranda
- Casabona: san Nicola di Bari
- Castelsilano: san Leonardo
- Cerenzia: san Teodoro di Amasea
- Cirò: san Francesco di Paola e san Nicodemo.
- Cirò Marina: san Cataldo
- Cotronei: san Nicola di Bari
- Crucoli: san Francesco di Paola
- Cutro: Santissimo Crocifisso
- Isola di Capo Rizzuto: Madonna Greca
- Melissa: san Nicola di Bari
- Mesoraca: san Nicola di Bari, Ecce Homo
- Pallagorio: san Giovanni Battista, Beata Vergine del Monte Carmelo
- Petilia Policastro: san Sebastiano
- Rocca di Neto: san Martino
- Roccabernarda: san Francesco di Paola
- San Mauro Marchesato: san Giovanni Battista, Beata Vergine del Soccorso
- San Nicola dell'Alto: San Michele Arcangelo
- Santa Severina: santa Anastasia martire
- Savelli: santi Pietro e Paolo
- Scandale: san Nicola di Bari
- Strongoli: Madonna delle Grazie
- Umbriatico: san Donato
- Verzino: san Biagio

## Provincia di Reggio Calabria
- Reggio Calabria: san Giorgio e Beata Vergine della Consolazione

- Africo: san Leo
- Agnana Calabra: san Basilio Magno e Madonna della Misericordia
- Anoia: san Nicola di Bari e san Sebastiano
- Antonimina: san Nicola di Bari
- Ardore: san Leonardo
- Bagaladi: san Teodoro
- Bagnara Calabra: san Nicola di Bari
- Benestare: san Michele arcangelo
- Bianco: Madonna di Pugliano
- Bivongi: Maria SS. Mamma Nostra e san Giovanni Battista
- Bova: san Leo
- Bova Marina: Madonna del Mare
- Bovalino: san Francesco di Paola
- Brancaleone: san Pietro apostolo
- Bruzzano Zeffirio: Madonna della Catena
- Calanna: Madonna del Rosario
- Camini: san Nicola di Bari
- Campo Calabro: santa Maria Maddalena
- Candidoni: san Nicola di Bari
- Canolo: san Nicola di Bari
- Caraffa del Bianco: Madonna degli Angeli
- Cardeto: san Sebastiano
- Careri: sant'Antonio di Padova
- Casignana: San Rocco
- Caulonia: sant'Ilarione
- Ciminà: san Nicola di Bari
- Cinquefrondi: san Michele arcangelo
- Cittanova: san Girolamo
- Condofuri: san Domenico di Guzmán
- Cosoleto: san Sebastiano
- Delianuova: san Nicola di Bari
- Feroleto della Chiesa: san Nicola di Bari
- Ferruzzano: san Giuseppe
- Fiumara: Beata Vergine Immacolata
- Galatro: san Nicola di Bari
- Gerace: sant'Antonio del Castello, Santa Veneranda e Beata Vergine Immacolata
- Giffone: san Bartolomeo Apostolo
- Gioia Tauro: sant'Ippolito
- Gioiosa Ionica: san Rocco
- Grotteria: SS. Crocifisso
- Laganadi: Madonna delle Grazie
- Laureana di Borrello: san Gregorio Taumaturgo.
- Locri: santa Caterina d'Alessandria
- Mammola: san Nicodemo
- Marina di Gioiosa Ionica: san Nicola di Bari
- Maropati: san Giorgio.
- Martone: san Giorgio.
- Melicuccà: san Giovanni Battista
- Melicucco: san Nicola di Bari.
- Melito di Porto Salvo: Madonna di Porto Salvo
- Molochio: san Giuseppe
- Monasterace: sant'Andrea Avellino
- Montebello Ionico: Maria SS. bambina presentata al Tempio
- Motta San Giovanni: san Giovanni apostolo ed evangelista
- Oppido Mamertina: Maria SS. Annunziata
- Palizzi: sant'Anna
- Palmi: san Nicola di Bari.
- Pazzano: san Giuseppe
- Placanica: sant'Emidio e Beata Vergine Addolorata
- Platì: Madonna di Loreto
- Polistena: santa Marina.
- Portigliola: san Leonardo
- Riace: santi Medici Cosma e Damiano.
- Rizziconi: san Teodoro d'Amasea.
- Roccaforte del Greco: san Rocco
- Roccella Ionica: san Vittore di Marsiglia
- Roghudi: Madonna delle Grazie
- Rosarno: san Giovanni Battista.
- Samo: san Giovanni Battista
- San Ferdinando: san Ferdinando
- San Giorgio Morgeto: san Giorgio.
- San Giovanni di Gerace: san Giovanni Battista e Madonna delle Grazie
- San Lorenzo: san Lorenzo
- San Luca: san Luca
- San Pietro di Caridà: san Sebastiano
- San Procopio: san Procopio martire
- San Roberto: san Giorgio
- Sant'Agata del Bianco: sant'Agata
- Sant'Alessio in Aspromonte: sant'Alessio di Roma
- Sant'Eufemia d'Aspromonte: sant'Eufemia di Calcedonia
- Sant'Ilario dello Ionio: sant'Ilarione Abate
- Santa Cristina d'Aspromonte: san Nicola di Bari
- Santo Stefano in Aspromonte: santo Stefano
- Scido: san Biagio
- Scilla: san Rocco
- Seminara: san Mercurio di Cesarea.
- Serrata: san Pantaleone.
- Siderno: Madonna di Portosalvo
- Sinopoli: san Giorgio
- Staiti: sant'Anna
- Stignano: san Raffaele Arcangelo
- Stilo: san Giorgio
- Taurianova: Madonna della Montagna
- Terranova Sappo Minulio: Santissimo Crocifisso
- Varapodio: San Nicola di Bari
- Villa San Giovanni: san Giovanni Battista

## Provincia di Vibo Valentia
- Vibo Valentia: san Leoluca.
- Acquaro: san Rocco.
- Arena: san Nicola di Bari.
- Briatico: san Nicola di Bari.
- Brognaturo: Madre della Consolazione
- Capistrano: san Nicola di Bari.
- Cessaniti: san Basilio Magno.
- Dasà: san Nicola di Bari e san Michele Arcangelo
- Dinami: san Michele Arcangelo.
- Drapia: san Sergio martire.
- Fabrizia: sant'Antonio di Padova.
- Filadelfia: santa Barbara.
- Filandari: santa Marina Vergine.
- Filogaso: sant'Agata.
- Francavilla Angitola: san Foca.
- Francica: sant'Antonio abate.
- Gerocarne: san Sebastiano.
- Jonadi: san Nicola di Bari.
- Joppolo: san Sisto papa.
- Limbadi: san Pantaleone.
- Maierato: san Nicola di Bari.
- Mileto: san Nicola di Bari.
- Mongiana: san Rocco.
- Monterosso Calabro: san Nicola di Bari.
- Nardodipace: Beata Vergine Maria.
- Nicotera: san Giuseppe e Madonna Assunta
- Parghelia: sant'Andrea Apostolo
- Pizzo: san Giorgio
- Pizzoni: san Nicola di Bari
- Polia: sant'Enrico
- Ricadi: san Zaccaria
- Rombiolo: san Michele Arcangelo
- San Calogero: Beata Vergine Immacolata
- San Costantino Calabro: San Costantino Vescovo
- San Gregorio d'Ippona: san Gregorio Magno
- San Nicola da Crissa: san Nicola di Bari
- Sant'Onofrio: sant'Onofrio
- Serra San Bruno: san Biagio e san Bruno di Colonia
- Simbario: san Rocco
- Sorianello: san Nicola di Bari
- Soriano Calabro: san Martino di Tours
- Spadola: san Nicola di Bari
- Spilinga: san Giovanni Battista
- Stefanaconi: san Nicola di Bari
- Tropea: Madonna di Romania e santa Domenica
- Vallelonga: Madonna di Monserrato
- Vazzano: san Nicola di Bari
- Zaccanopoli: Madonna della Neve
- Zambrone: san Carlo Borromeo
- Zungri: san Nicola di Bari